# Macropharyngodon negrosensis
 Macropharyngodon negrosensis és una espècie de peix de la família dels làbrids i de l'ordre dels perciformes.

## Morfologia
Els mascles poden assolir els 12 cm de longitud total.

## Distribució geogràfica
Es troba des del Mar d'Andaman i l'Illa Christmas fins a les Filipines, Samoa, les Illes Ryukyu i el nord d'Austràlia.